# Xenocompsa semipolita
Xenocompsa semipolita är en skalbaggsart som först beskrevs av Leon Fairmaire och Germain 1859.  Xenocompsa semipolita ingår i släktet Xenocompsa och familjen långhorningar. Inga underarter finns listade i Catalogue of Life.